# Гаррі д'Аббаді д'Арраст
Гаррі д'Аббаді д'Арраст (англ. Harry d'Abbadie d'Arrast; 6 травня 1897 — 17 березня 1968) — французький сценарист і режисер, аргентинського походження. Під час Першої світової війни служив у французькій армії. На 4-ій церемонії «Оскар» він був номінований в категорії найкраще літературне першоджерело за фільм «Сміх».

## Фільмографія

### Режисер
- Золота лихоманка / The Gold Rush (1925) (асистент Чапліна)
- Джентльмен в Парижі / A Gentleman of Paris (1927)
- Серенада / Serenade (1927)
- Послуги для дам / Service for Ladies (1927)
- Крила / Wings (1927)
- Сухе мартіні / Dry Martini (1928)
- Прекрасний флірт / The Magnificent Flirt (1928)
- Сміх / Laughter (1930)
- Лотереї / Raffles (1930)
- Топаз / Topaze (1933)
- Це трапилося в Іспанії / It Happened in Spain (1934)
- Три трикутні капелюхи / The Three Cornered Hat (1935)

### Сценарист
- Прекрасний флірт / The Magnificent Flirt (1928)
- Сміх / Laughter (1930)
- Чоловіки навколо Люсі / Die Männer um Lucie (1931)
- Краще сміятися / Lo mejor es reir (1931)
- Лівий берег / Rive gauche (1931)
- Це трапилося в Іспанії / It Happened in Spain (1934)